# Robert Henry Dicke
Robert Henry Dicke (* 6. Mai 1916 in St. Louis, Missouri; † 4. März 1997 in Princeton) war ein US-amerikanischer Physiker und Astrophysiker.

## Leben
Dicke war der Sohn eines Patentprüfers und Patentanwalts. Er studierte an der Princeton University (Bachelor 1939) und promovierte 1941 an der University of Rochester in Kernphysik. Danach war er 1941 bis 1946 am Radiation Laboratory des Massachusetts Institute of Technology (MIT) (wohin er seinem Lehrer Lee DuBridge folgte), wo er an Radar-Technologien arbeitete (unter anderem einem Mikrowellendetektor, dem Dicke Radiometer). Ab 1946 war er zunächst Assistant Professor und ab 1957 Cyrus Fogg Brackett Professor für Physik an der Princeton University. 1975 wurde er dort Albert Einstein Professor of Science. 1984 emeritierte er. 1967 bis 1970 war er in Princeton Vorstand der Physik-Fakultät. 1946 wurde er Fellow der American Physical Society. 1954/55 war er Gastprofessor in Harvard.
Robert H. Dicke folgerte 1964 (mit James Peebles und anderen), dass bei Annahme eines Urknalls eine kosmische Reststrahlung (Kosmischer Mikrowellenhintergrund) noch heute vorhanden sein müsste, die der Strahlung eines Schwarzen Körpers von der Temperatur von etwa 3 Kelvin entsprechen müsste. Das hatten zwar schon in den 1940er Jahren George Gamow, Ralph Alpher und Robert Herman vermutet, ihre Vorhersage war aber in Vergessenheit geraten. Dicke wollte sich auch experimentell auf die Suche danach begeben, andere kamen ihm aber zuvor. 1965 wurde von Arno Penzias und Robert W. Wilson in Holmdel / New Jersey eine solche Strahlung (durch Zufall bei Überprüfung der Empfindlichkeit ihrer Antenne) nachgewiesen, die gleichmäßig und aus allen Richtungen zu uns kommt, also keinem kosmischen Objekt zugeordnet werden konnte.
Dicke entwickelte eine Schaltung zum schnellen Umschalten eines Empfängereingangs zwischen einer Antenne und einem Referenzwiderstand. Diese Anordnung, nach seinem Erfinder Dicke-Switch genannt, ermöglicht Referenzmessungen zur Elimination von Rauschquellen in Empfangsschaltungen. Dicke gilt auch als Erfinder des Lock-in-Verstärkers, den er in seiner Firma Princeton Applied Research vermarktete. In den 1940er Jahren war er führend in der Entwicklung einer modernen Analyse von Mikrowellen-Elektronik mit Hilfe von Symmetrierelationen, Reziprozitätsrelationen und Streumatrizen. Dicke hielt um die 50 Patente. Von ihm stammen auch frühe Ideen zur Adaptiven Optik und er spielte auch eine Rolle in der Entwicklungsphase des Masers und Lasers, mit einem Patent von 1956 und Vorschlägen in einer einflussreichen Arbeit von 1954. Er schlug darin Methoden zum Übergang des Masers vom Mikrowellenbereich (wie ursprünglich von Charles Townes entwickelt) in den Infrarot-Bereich unter Verwendung eines Fabry-Pérot-Interferometers (also zwei parallelen Spiegeln als optischer Resonator) vor. Weiter entwickelte er in seiner Arbeit von 1954 ein einfaches Modell (Dicke Modell) für die Erzeugung kohärenter Strahlung (von ihm Superradiant genannt) in einem Maser (N Zweizustandsatome in einem Hohlraum, Wechselwirkung mit der Strahlung in Dipolapproximation).
Dicke entwickelte mit Carl H. Brans eine nach ihnen benannte Skalar-Tensor-Theorie der Gravitation (Brans-Dicke-Theorie) als Alternative zur Einsteinschen Allgemeinen Relativitätstheorie (ART). Motivation waren auch die kosmologischen Ideen von Paul Dirac (Large Number Hypothesis) und das Machsche Prinzip. Die Theorie verletzt das Äquivalenzprinzip, das Dicke in Folge mit P. Roll und R. Krotkov testete. In Zusammenhang mit seinen Gravitationstheorien formulierte er auch früh eine schwache Form des Anthropischen Prinzips. Dicke war auch an anderen Fragen des Tests der Allgemeinen Relativitätstheorie aktiv, zum Beispiel in der Messung der Abflachung der Sonne, was einen Beitrag zur Periheldrehung des Merkur, einem der klassischen Tests der ART, leisten kann. Er testete auch das Äquivalenzprinzip über Abstandsmessungen zum Mond.
Mit dem Dicke-Fix-Prinzip gelang ihm 1960 die Verbesserung eines Verfahrens zur Unterdrückung von kurzen Störsignalen in Radargeräten.
In den 1980er Jahren befasste er sich unter anderem mit Helioseismologie.
In der Spektroskopie beschrieb er die Dicke-Verengung (Dicke Narrowing) von Linienbreiten, falls die mittlere freie Weglänge viel kürzer als die emittierte Wellenlänge ist. Der Effekt wird in den Atomuhren zum Beispiel des Global Positioning Systems verwendet und ermöglichte damals genauere Messungen in der Atomphysik.
1963 bis 1966 stand er dem Physik-Komitee der NASA vor, dem er bis 1970 angehörte. Seit 1963 war er Mitglied der American Academy of Arts and Sciences, seit 1967 der National Academy of Sciences und seit 1978 der American Philosophical Society.
Er war seit 1942 mit der Britin Annie Currie verheiratet, mit der er eine Tochter und zwei Söhne hatte.

## Schriften
- Gravitation and the Universe. In: American Philosophical Society. 1970.
- mit Peebles: The big bang cosmology – enigmas and nostrums. In: Israel Hawking: General relativity- an Einstein centenary survey. Cambridge University Press, 1979.
- mit Carol Gray Montgomery, Edward Mills Purcell: Principles of Microwave Circuits. Office of Scientific and Research Development, National Defense Research Committee, McGraw Hill 1948, Dover 1965.
- mit James P. Wittke: Introduction to Quantum Mechanics. Addison-Wesley 1960.
- The theoretical significance of experimental relativity. Gordon and Breach 1964.

## Auszeichnungen
- 1970 National Medal of Science
- 1973 Comstock-Preis für Physik
- 1973 NASA medal for exceptional scientific achievement
- 1992 Beatrice-M.-Tinsley-Preis